# Lilting
Lilting is een Britse film uit 2014 onder regie van Hong Khaou. De film ging in première op 16 januari op het Sundance Film Festival.

## Verhaal
In het hedendaagse Londen rouwt een Cambodjaans-Chinese moeder om de vroegtijdige dood van haar zoon. Haar wereld wordt nog verder verstoord wanneer een vreemdeling haar opzoekt en zegt dat hij haar zoons geliefde was. Samen proberen ze, ondanks de taalproblemen elkaar te troosten.

## Rolverdeling
| Acteur         | Personage |
| -------------- | --------- |
| Ben Whishaw    | Richard   |
| Pei-pei Cheng  | Junn      |
| Peter Bowles   | Alan      |
| Naomi Christie | Vann      |
| Andrew Leung   | Kai       |
| Moven Christie | Margaret  |

## Prijzen & nominaties
| jaar | prijs                  | categorie                                      | genomineerde(n)  | uitslag     |
| ---- | ---------------------- | ---------------------------------------------- | ---------------- | ----------- |
| 2014 | Sundance Film Festival | Cinematography Award - World Cinema - Dramatic | Urszula Pontikos | Gewonnen    |
| 2014 | Sundance Film Festival | Grand Jury Prize - World Cinema - Dramatic     | Hong Khaou       | Genomineerd |